# Musée As-Saraya al-Hamra de Tripoli
Le musée As-Saraya al-Hamra, dit aussi « musée du Château rouge » ou, sous Kadhafi, musée de la Jamahiriya, est un établissement culturel situé à Tripoli, en Libye. Établi dans une ancienne forteresse espagnole du XVIe siècle, il abrite des collections archéologiques et ethnographiques.

## Histoire
Dominant la cœur historique de Tripoli (médina), le « château rouge » est un des principaux vestiges du système défensif mis en place par les Espagnols au XVIe siècle, durant leur brève occupation de la ville. Le fort fut amélioré par les Hospitaliers, puis par les Ottomans (1551) qui lui donnèrent son nom actuel (« Saraya » dérive du turc « Sarayı », via le persan Saray signifiant palais ou château) et le qualificatif de « rouge » en raison de la couleur ocre de ses murs.
Longtemps transformé en dépôt de munitions, il est totalement réaménagé au moment de la colonisation italienne et devient le premier musée de Libye (1919). Présentant essentiellement des vestiges archéologiques, il est baptisé « musée classique » en 1930 (en raison du grand nombre de pièces exposées provenant de la période classique, ou antique), puis « musée libyen » en 1948. Fermé provisoirement pour travaux en 1982, il ouvre de nouveau ses portes en 1988.
Le 25 février 2011, en pleine révolte libyenne, le « guide de la révolution » Mouammar Kadhafi harangue la foule depuis les remparts du musée, affirmant que « Ceux qui ne l'aiment pas ne méritent pas de vivre ».

## Présentation
Le musée est divisé en cinq ailes principales et quarante-sept galeries, réparties sur quatre niveaux, consacrées à la Préhistoire, aux traditions et à l'artisanat des différentes tribus libyennes, à l'archéologie (nombreuses pièces d'époques puniques, grecques, romaines et byzantines), à l'histoire moderne (en particulier à la période post-coloniale et à l'histoire naturelle. Sous Kadhafi, une section était consacrée à la « révolution jamahiriyenne ».
Parmi les pièces remarquables du musée figurent un impressionnant mausolée antique, issu de Ghirza, une statue de Vénus, de Minerve et des mosaïques issues du site de Leptis Magna, une statue du dieu Mars, des mosaïques romaines issues de campagnes de fouilles menées à Zliten, ainsi que des tablettes gravées de caractères puniques. Une section du musée est consacrée à la « révolution du Peuple » du colonel Kadhafi. Dans le hall d'entrée, qui rassemble symboliquement des objets « phares » de l'histoire libyenne, est exposée une volkswagen verte : la voiture avec laquelle le colonel Kadhafi fit son entrée dans Tripoli au moment de son coup d'État, en 1969 !